# Ardoukoba
El Ardoukoba es un volcán con fisuras de ventilación en el país africano de Yibuti. Está ubicado en la costa a 100 kilómetros (62 millas) de  la ciudad de Yibuti, su cima se encuentra a 298 metros (978 pies) sobre el nivel del mar. Su última erupción fue en noviembre de 1978 después de un terremoto, y luego de haber estado inactivo durante unos 3.000 años. La grieta del volcán es de 17 kilómetros (11 millas) de ancho, y tiene una profundidad de 800 metros (2.600 pies). 
El Gobierno de Yibuti ha impulsado una propuesta junto con la UNESCO para declarar la zona de Lago Assal incluyendo el volcán Ardoukoba y su entorno como Patrimonio de la Humanidad.